# Dompierre (Wogezy)
Dompierre – miejscowość i gmina we Francji, w regionie Grand Est, w departamencie Wogezy.
Według danych na rok 1990 gminę zamieszkiwało 225 osób, a gęstość zaludnienia wynosiła 25 osób/km² (wśród 2335 gmin Lotaryngii Dompierre plasuje się na 820. miejscu pod względem liczby ludności, natomiast pod względem powierzchni na miejscu 668.).